# Sometimes (album)
Sometimes är debutalbumet med City and Colour, ett sidoprojekt av Dallas Green (gitarrist och sångare i bandet Alexisonfire). Större delen av låtarna kunde endast höras på spelningar eller hittas på internet, men efter stor efterfrågan sattes det ihop ett studioalbum. "Comin' Home" var den enda låten som var ny. Sometimes har sålt platina i City and Colours hemland Kanada. 

## Låtlista
Alla låtar skrivna och framförda av Dallas Green om inte annat står
1. "...Off by Heart" - 1:51
2. "Like Knives" - 4:30
3. "Hello, I'm In Delaware" - 5:45
4. "Save Your Scissors" - 4:48
5. "In the Water, I Am Beautiful" - 2:47
6. "Day Old Hate" - 6:44
7. "Sam Malone" - 4:51
8. "Comin' Home" - 5:05
9. "Casey's Song" (text av Casey Baker, musik av Dallas Green) - 3:27
10. "Sometimes (I Wish)" - 6:00

## Övrigt
- "Sam Malone" var en av de första låtarna Green skrev som tonåring. Sam Malone är bartendern i TV-serier Skål
- "Hello, I'm In Delaware" är en replik från filmen Wayne's World.
- "Sam Malone" innehåller ett flertal textrader tagna från Alexisonfirelåten "Where No-One Knows" på deras självbetitlade debutalbum.